# Hauptfriedhof Karlsruhe

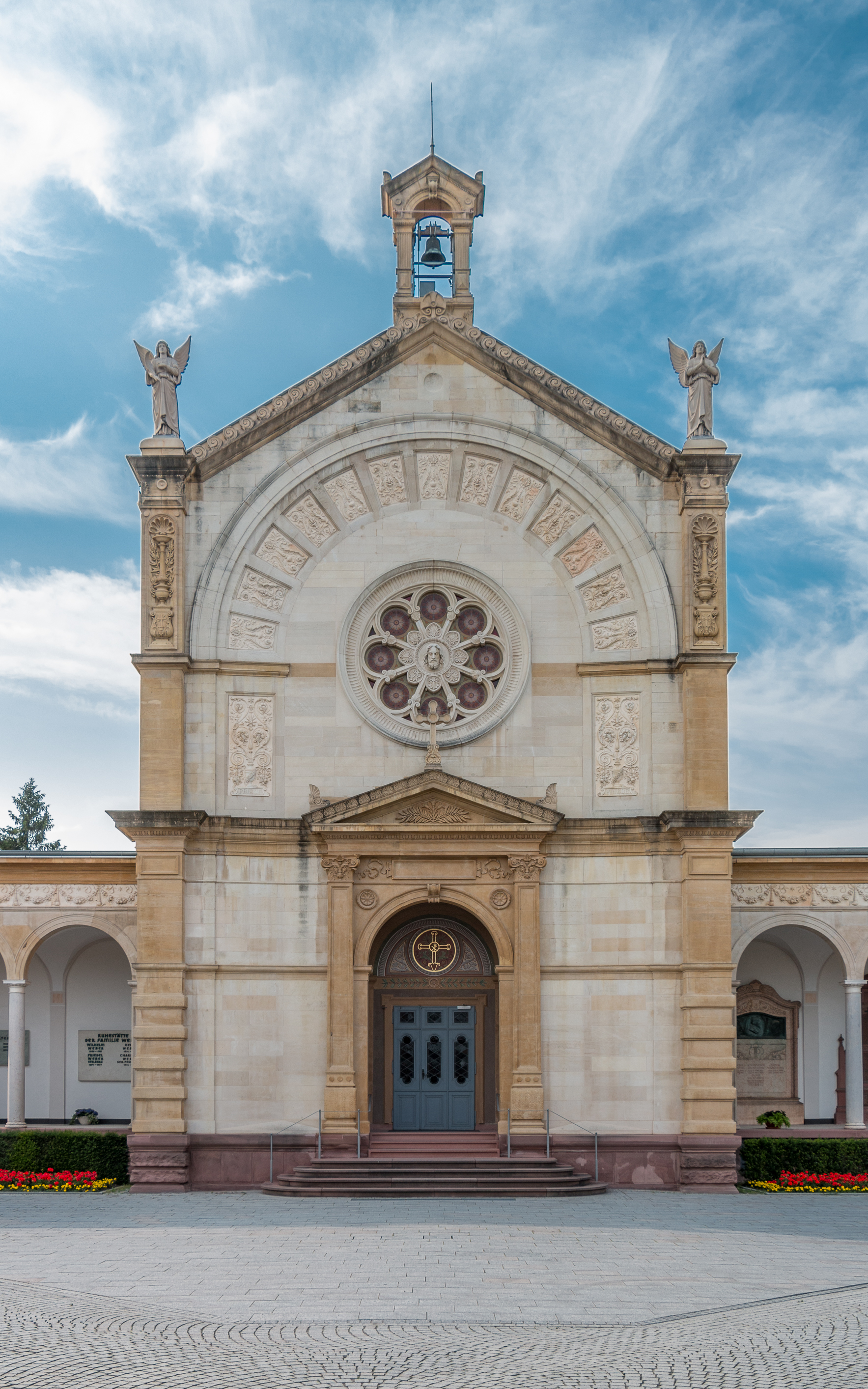
Die Kapelle

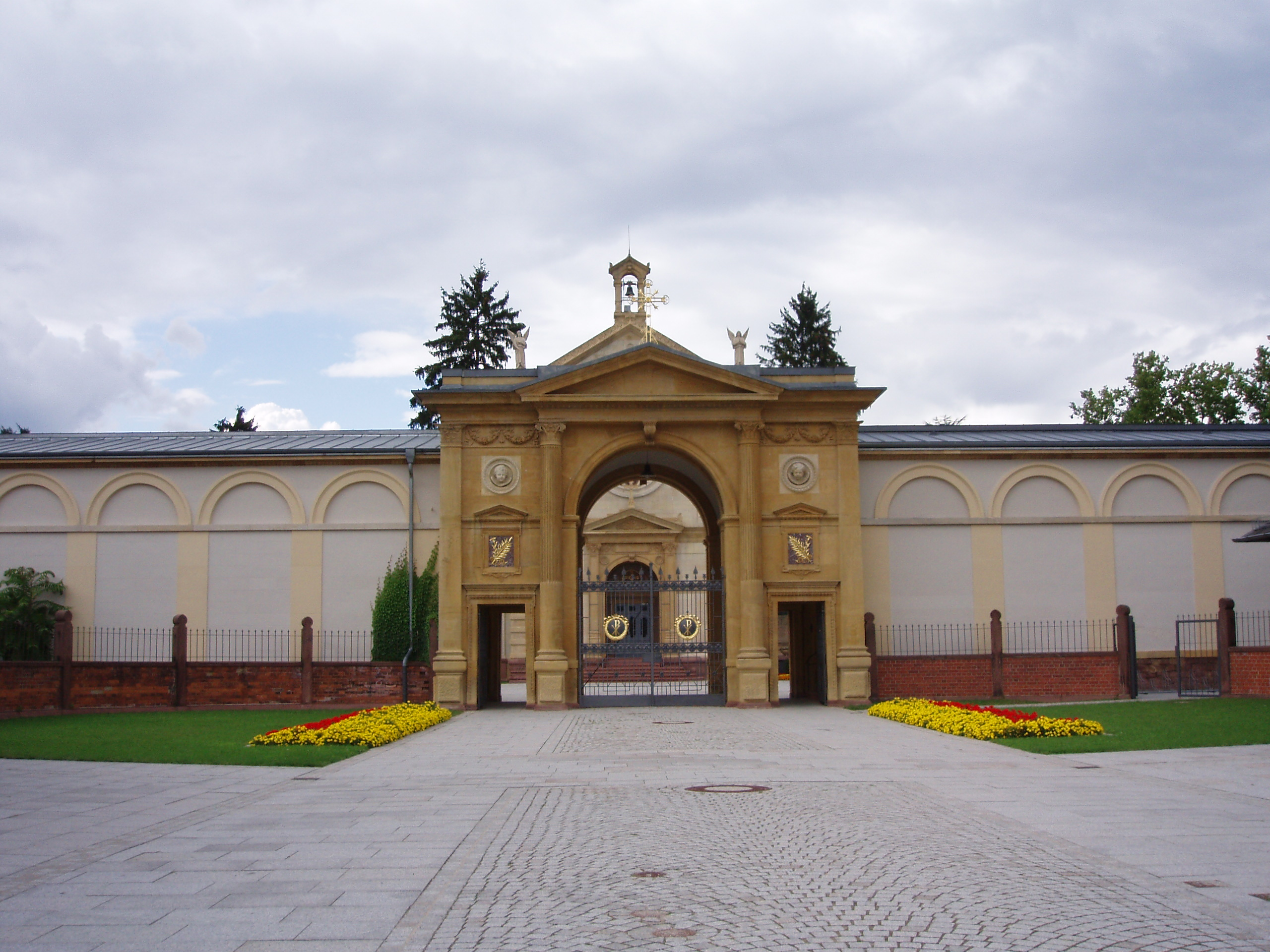
Der Eingang als Triumphbogen

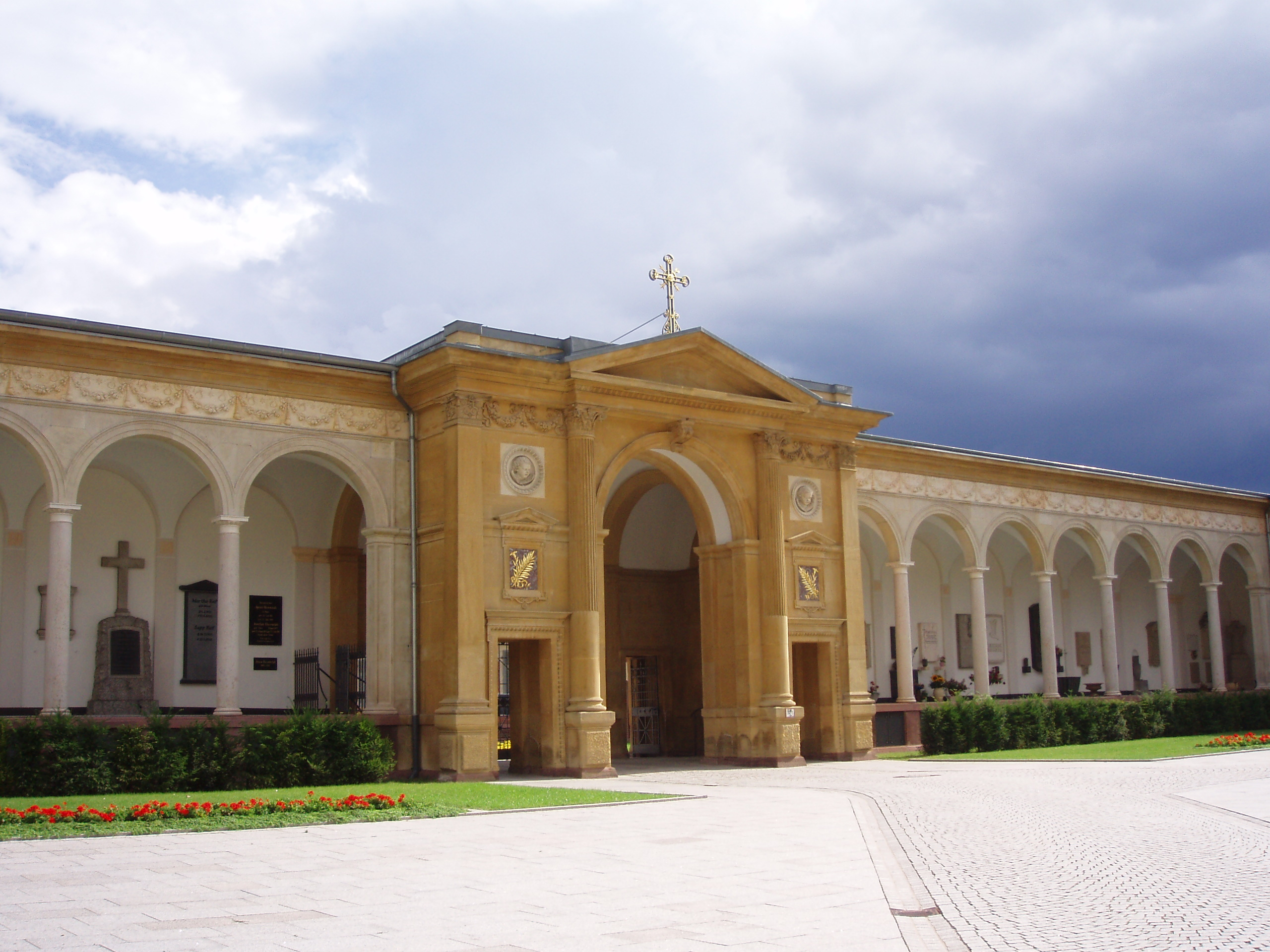
Der Campo Santo mit der Innenseite des Triumphbogens

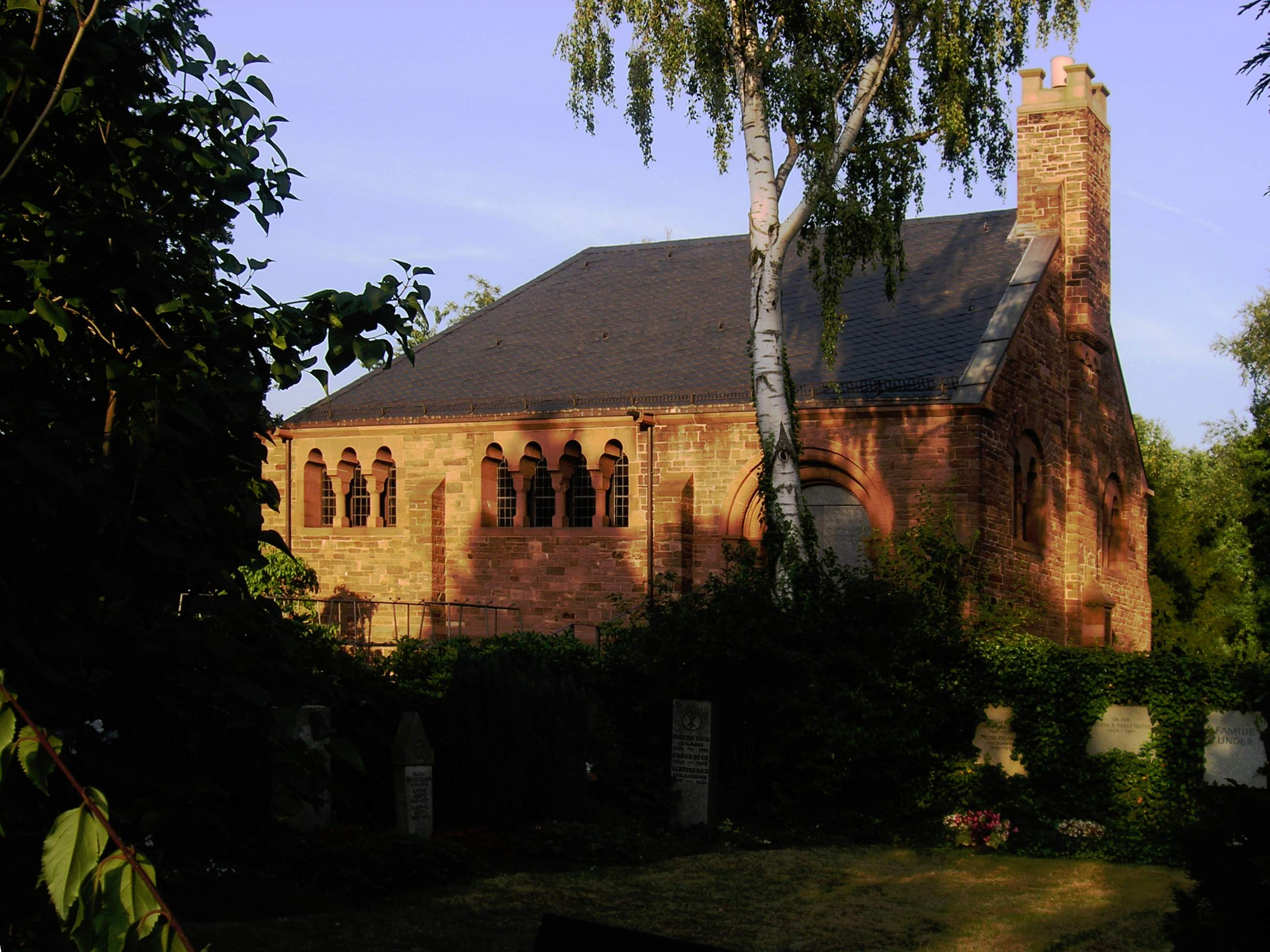
Kleine Kapelle, ehemaliges Krematorium

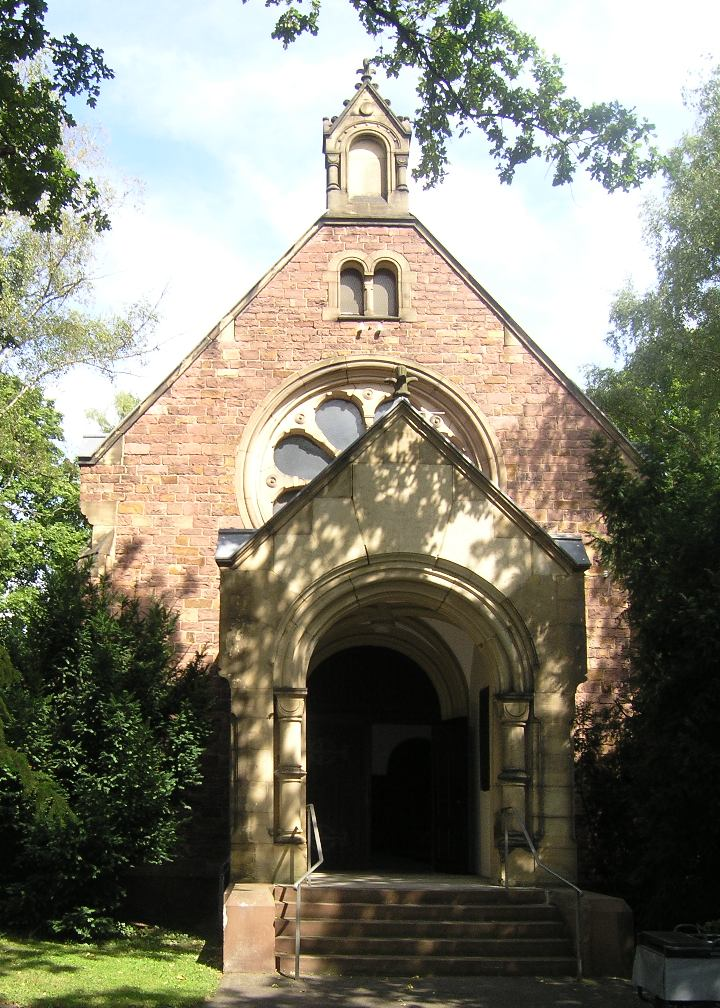
Jüdische Kapelle auf dem allgemeinen Friedhof

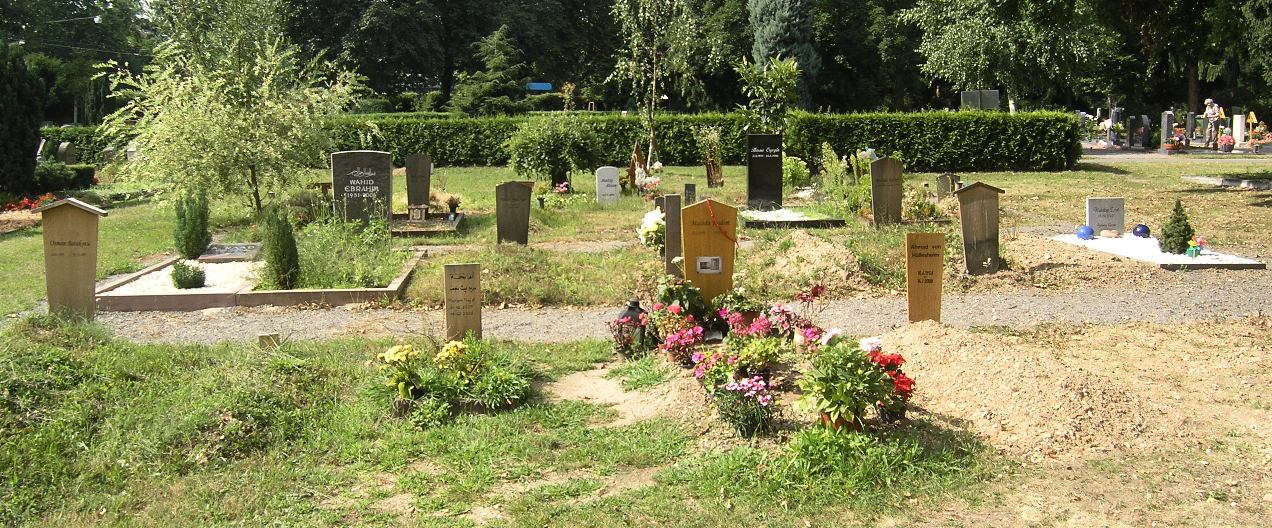
Muslimisches Gräberfeld auf dem Hauptfriedhof

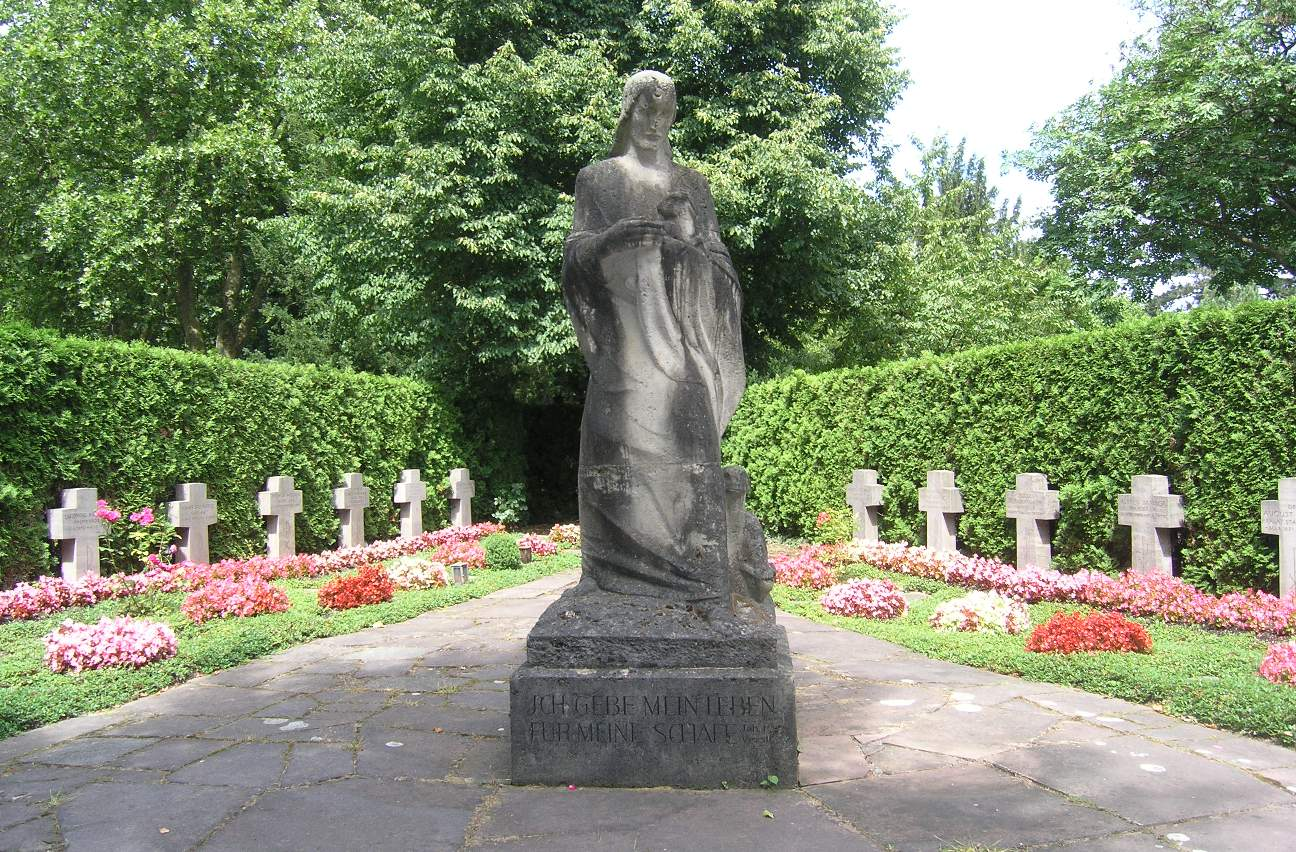
Skulptur auf einem Gräberfeld

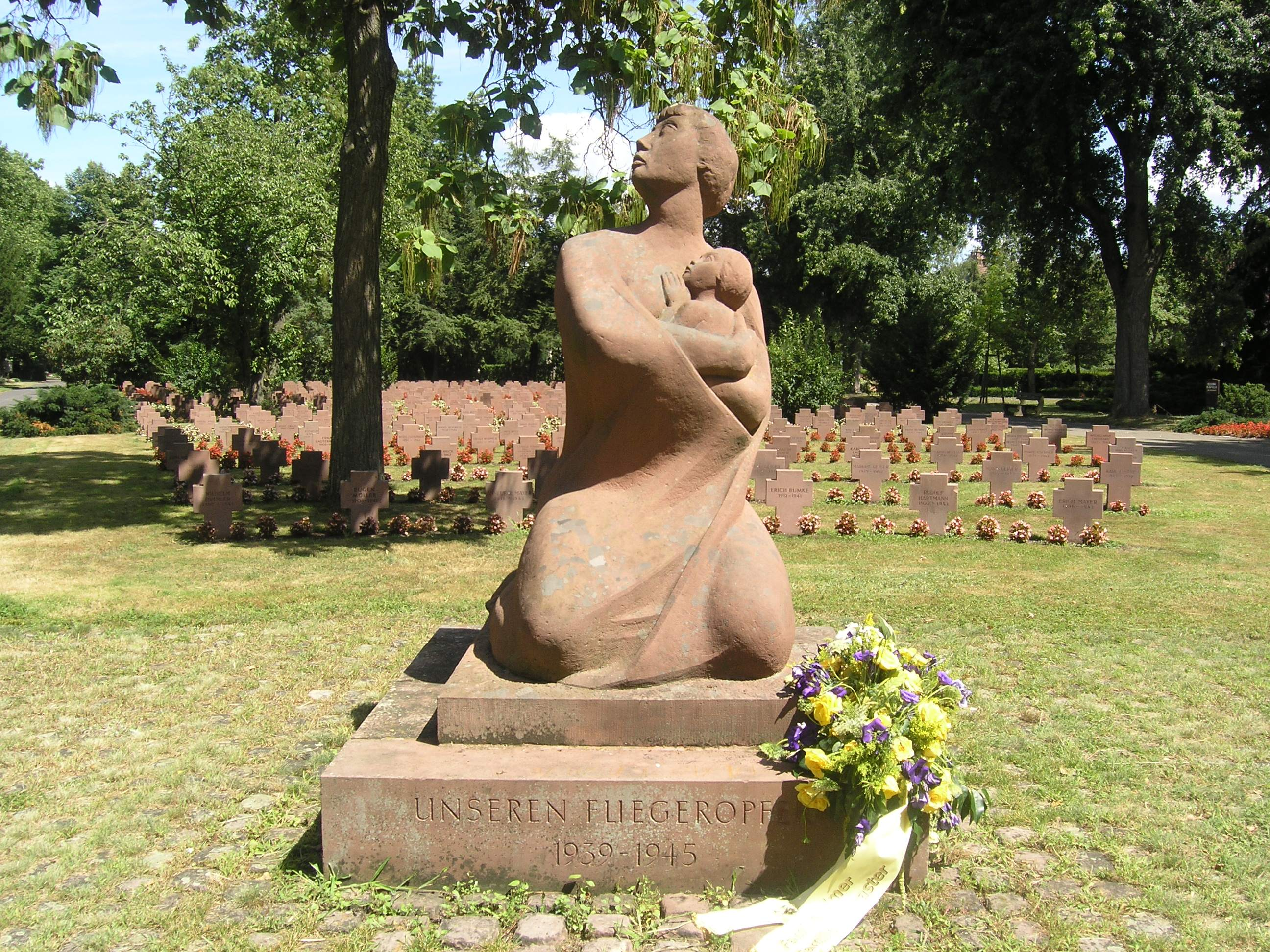
Denkmal für Luftkriegsopfer im Zweiten Weltkrieg

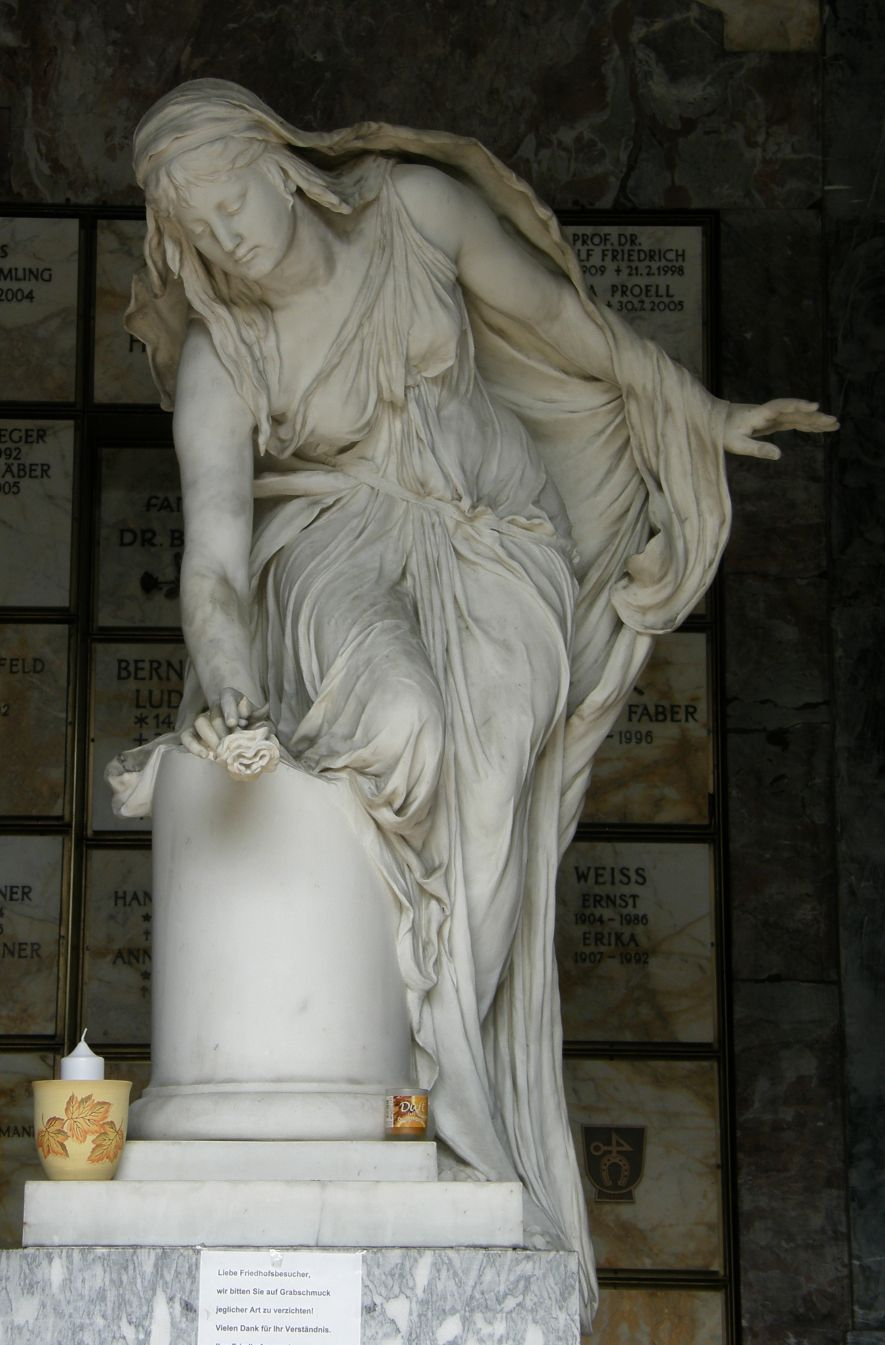
Skulptur im Bürklin'schen Mausoleum geschaffen von Johannes Hoffart

Der Karlsruher Hauptfriedhof ist einer der ältesten deutschen kommunalen Parkfriedhöfe. Im Jahre 1871 begannen die ersten Planungen zur Errichtung eines neuen Gräberfeldes außerhalb der Innenstadt. Der Friedhof wurde im Jahr 1874 von Josef Durm auf der Rintheimer Gemarkung, östlich der eigentlichen Stadt, angelegt, nachdem der innerstädtisch gelegene Alte Friedhof in der Karlsruher Oststadt zu klein geworden war. Der Hauptfriedhof ist von seiner ursprünglichen Größe von 15,3 Hektar im Jahr 1873 auf inzwischen eine Größe von über 34 Hektar angewachsen. Gegenwärtig befinden sich auf dem Friedhof die Gräber von mehr als 32.000 Verstorbenen.

## Gelände
Geschwungene Platanenalleen statt starrer Achsen gehörten zur neuartigen Konzeption des Parkfriedhofes. Während an den Hauptwegen die repräsentativen Monumente standen, waren die einfacheren Grabstätten hinter Hecken verborgen. Erhöht liegt das ehemalige Krematorium, heute Kapelle für Begräbnisse in kleinem Rahmen.
Seit 2003 werden in einem Mein letzter Garten genannten Bereich Naturbestattungen angeboten.
Im Friedhof gibt es ein muslimisches Gräberfeld. Abgetrennt sind ein orthodox- und ein liberal-jüdischer Friedhof mit den Gräbern von Otto Nachmann und seinem Sohn, dem ehemaligen Vorsitzenden des Zentralrats der Juden in Deutschland, Werner Nachmann.

### Jüdische Friedhöfe
Im Jahre 1873, kurz nachdem mit den Planungen für den neuen Hauptfriedhof begonnen wurde, wurde der orthodoxe Friedhof der Israelitischen Religionsgesellschaft Karlsruhe eingeweiht. Zu diesem Zeitpunkt wurden die sterblichen Überreste zwanzig Verstorbener, des ehemaligen alten jüdischen Friedhofs, auf den neuen Friedhof überführt.
Im Jahre 1897 wurde neben dem orthodoxen Friedhof ein allgemeiner jüdischer Friedhof der jüdisch liberalen Gemeinde Karlsruhe eingeweiht. Bereits zwei Jahre zuvor, 1895, wurde eine Leichen- und Predigthalle, die von beiden Gemeinden genutzt wird, fertiggestellt.
Nach 1945 fanden auf dem alten orthodoxen Friedhof nur noch vereinzelt Begräbnisse statt. Der allgemeine Friedhof wird dagegen weiterhin für Bestattungen genutzt. Im Gegensatz zum allgemeinen jüdischen Friedhof, ist der orthodoxe Friedhof nicht öffentlich zugänglich.

### Mein letzter Garten
Ein besonderer Abschnitt dieses Friedhofs ist das Gräberfeld Mein letzter Garten. Die Gestaltung weicht bewusst von dem üblichen Gartenbau auf anderen Friedhöfen ab. So erinnert dieser Bereich an moderne Landschaftsparks und Naherholungszonen. Er umfasst zudem einen künstlichen Wasserfall, Teiche und Skulpturen. Auch wurden mit Bedacht bestimmte Pflanzen und Bäume gepflanzt, wie beispielsweise Bambus, was dem Areal eine fernöstliche Ausstrahlung verleiht.

### Islamisches Gräberfeld
Seit dem Jahre 1984 befindet sich auf dem Gräberfeld 40 ein muslimischer Bestattungsbereich. In Absprache mit dem Dachverband Islamischer Vereine in Karlsruhe und Umgebung e. V. können spezielle Totenriten für Muslime durchgeführt werden. Für die rituelle Waschung der Toten, wie auch für das Totengebet, stehen auf dem Friedhof spezielle Räumlichkeiten zur Verfügung. Die einzelnen Grabbereiche für die Verstorbenen sind dabei so angelegt, dass bei der Beerdigung die rechte Seite des Körpers Richtung Mekka zugewandt ist.

## Gebäude
Das Eingangsportal, welches von der Haid-und-Neu-Straße erreicht wird, nachdem eine Allee und mehrere Nebengebäude passiert wurden, ist im Stil eines römischen Triumphbogens gehalten. Hinter dem Portal befindet sich ein nach dem Muster der Campi Santi angelegter Hof, der von der Gruftenhalle im Renaissancestil sowie der Leichenhalle und der Begräbniskapelle abgeschlossen wird. Das Ensemble gilt als erstes Baubeispiel für die Neorenaissance in Baden und wurde Anfang des 21. Jahrhunderts restauriert.
1903 wurde das Krematorium nach Entwürfen von August Stürzenacker erbaut. Es ist mit rötlichem Sandstein verkleidet. Mit seiner neoromanischen Gestaltung gilt es als erstes Krematorium im Erscheinungsbild christlicher Sakralbauten; bis dahin hatte man für die von den Kirchen abgelehnte Bestattungsart orientalische Baustile gewählt. Das Gebäude wird seit dem Jahre 2002 als kleine Trauerhalle genutzt. Ein neues und moderneres Krematorium wurde im Jahre 1998 in Betrieb genommen.
Auf dem Friedhof befindet sich zudem die ehemalige Ruhestätte der Familie Bürklin. Das heutige Bürklin'sche Mausoleum wurde im Jahre 1963 der Stadt Karlsruhe übergeben, die dieses seit 1985 als Kolumbarium nutzt.

## Info-Center am Hauptfriedhof
Am Eingang des Friedhofgeländes befindet sich das Info-Center des Vereins zur Pflege der Friedhofs- und Bestattungskultur Karlsruhe. Der Info-Center wurde im April 2002 eröffnet und befindet sich in der ehemaligen Wartehalle der früheren Karlsruher Lokalbahn, die nach Hagsfeld führte. Das Gebäude stammt vom Karlsruher Architekten Friedrich Beichel und wurde in den Jahren 1905–1906 im Jugendstil gebaut. Der Verein versteht sich als eine Anlaufstelle für Menschen, die Ideen, Fragen und Sorgen zu den Themen Friedhof, Bestattung und Tod haben. Der Verein bietet zudem Friedhofsführungen, Ausstellungen und Vorträge an.

## Persönlichkeiten
Über die Jahre hinweg fanden etliche bekannte Personen, die zum Teil weit über die Grenzen von Karlsruhe und der Region bekannt waren, ihre letzte Ruhestätte auf dem Hauptfriedhof in Karlsruhe. Der bekannteste unter ihnen dürfte der Erfinder des Vorläufers des Fahrrades Karl Freiherr von Drais sein. Weitere bekannte Personen, die hier beerdigt wurden, waren u. a. der Dichter und Autor Joseph Victor von Scheffel, der Maler Hans Thoma sowie der Komponist und Hofkapellmeister Johann Wenzel Kalliwoda.

### Liste bekannter Personen, die auf dem Karlsruher Hauptfriedhof ihre letzte Ruhe fanden

#### A–D
- Engelbert Arnold (1856–1911), Ingenieur
- Klaus Arnold (1928–2009), Maler und Hochschullehrer
- Hermann Baisch (1846–1894), Maler
- Hermann Baumeister (1867–1944), Maler
- Reinhard Baumeister (1833–1917), Ingenieur
- Brunhilde Baur (1935–2004), Verlegerin
- Hans Wilhelm Baur (1926–2015), Verleger
- Traugott Bender (1927–1979), Politiker
- Hermann Billing (1867–1946), Architekt
- Adolf Boettge (1848–1913), Musikdirektor und Kapellmeister des 1. Badischen Leib-Grenadier-Regiments Nr. 109
- Karl Braun (1902–1937), Motorradrennfahrer
- Hans Bunte (1848–1925), Chemiker
- Luigi Colani (1928–2019), Designer
- Karl Delisle (1827–1909), Jurist und Politiker
- Eduard Devrient (1801–1877), Schauspieler, Sänger und Theaterleiter
- Ludwig Dill (1848–1940), Maler
- Edwin Dorner (1926–2012), Schauspieler
- Karl Drais (1785–1851), der Erfinder des Laufrades (Draisine)
- Arthur Drews (1865–1935), Philosoph und Schriftsteller
- Josef Durm (1837–1919), Architekt, Baubeamter und Hochschullehrer
- Leopold Durm (1878–1918), Maler, Arzt und Sohn von Josef Durm

#### E–J
- Carl Egler (1896–1982), Bildhauer
- Ludwig Egler (1894–1965), Komponist und Schriftsteller
- Willi Egler (1887–1953), Maler
- Friedrich Engesser (1848–1931), Ingenieur
- Carl Engler (1842–1925), Chemiker
- Wilhelm Engler (1880–1958), Jurist
- Rudolf Fettweis (1882–1956),  Vorstand der Badenwerk AG
- Kunigunde Fischer (1882–1967), Politikerin
- Hermann Föry (1879–1930), Bildhauer
- Robert Gerwig (1820–1885), Eisenbahningenieur
- Franz Grashof (1826–1893), Maschinenbau-Ingenieur und Hochschullehrer
- Markus Grob (1952–2021), Schweizer Architekt, Autor und Hochschullehrer
- Franz Gurk (1898–1984), Jurist und Politiker
- Josef Heinrich (1879–1955), Politiker, Bürgermeister von Karlsruhe im Jahre 1945
- Johann Heinrich Jung-Stilling (1740–1817), Augenarzt, Wirtschaftswissenschaftler und Schriftsteller
- Wilhelm Hempfing (1886–1948), Maler
- Julius Jolly (1823–1891), badischer Politiker, Staatsminister und Regierungschef
- Herbert Jüttemann (1930–2022), Technikhistoriker und Ingenieur

#### K–Q
- Johann Wenzel Kalliwoda (1801–1866), Komponist
- Herbert Kitzel (1928–1978), Künstler
- Wilhelm Klose (1830–1914), Kunstmaler und Mäzen
- Günther Klotz (1911–1972), von 1952 bis 1970 Oberbürgermeister von Karlsruhe
- Heinrich Köhler (1878–1949), Politiker
- Vinzenz Lachner (1811–1893), Komponist und Dirigent
- Hanne Landgraf (1914–2005), Politikerin
- Heinrich Lang (1824–1893), Architekt
- Wilhelm Florentin Lauter (1821–1892), von 1870 bis 1892 Oberbürgermeister von Karlsruhe
- Otto Lehmann (1855–1922), Physiker
- Jürgen „Der Dreher“ Leppert (1938–2024), Ingenieur und lokales Original[1][2][3][4]
- Carl Friedrich Lessing (1808–1880), Maler und Direktor der Großherzoglichen Gemäldegalerie Karlsruhe
- Wilhelm Lorenz (1842–1926), Fabrikant und Konstrukteur
- Wilhelm Lübke (1826–1893), Kunsthistoriker
- Jakob Malsch (1809–1896), von 1848 bis 1870 Oberbürgermeister von Karlsruhe
- Karl Mathy (1807–1868), Journalist und Politiker
- Heinrich Meidinger (1831–1905), Physiker
- Willi Müller-Hufschmid (1890–1966), Maler
- Oswald zu Münster (1917–2003), geb. als Franz Oswald Wladimir Graf zu Münster Freiherr von Grothaus, Fotograf
- Ignace Murwanashyaka (1963–2019), Rebellenführer
- Hannelore Neeb (1940–2015), Malerin und Bildhauerin
- Theodor Nöldeke (1836–1930), Orientalist
- Wilhelm Nokk (1832–1903), Jurist und Politiker
- Friedrich Ostendorf (1871–1915), Architekt, Architekturtheoretiker und Hochschullehrer

#### R–T
- Ferdinand Redtenbacher (1809–1863), Ingenieur und Wissenschaftler
- Theodor Rehbock (1864–1950), Ingenieur
- Adam Remmele (1877–1951), Politiker
- Toni Rothmund (1877–1956), Lyrikerin und Journalistin
- Carl Wilhelm Ernst Schäfer (1844–1908), Architekt und Hochschullehrer
- Josef Schmitt (1874–1939), badischer Staatspräsident
- Karl Schnetzler (1846–1906), von 1892 bis 1906 Oberbürgermeister von Karlsruhe
- Gustav Schönleber (1851–1917), Maler
- Robert Schwebler (1926–2012), Volkswirt
- Harald Siebenmorgen (1949–2020), Direktor des Badischen Landesmuseums
- Karl Siegrist (1862–1944), von 1906 bis 1919 Oberbürgermeister von Karlsruhe
- Carl Steinhäuser (1813–1879), Bildhauer
- Emil Sutor (1888–1974), Bildhauer und Skulpteur
- Hans Thoma (1839–1924), Maler und Graphiker
- Gabriele Thome (1951–2003), Professorin für Philologie
- Fritz Trautz (1917–2001), Historiker
- Wilhelm Trübner (1851–1917), Maler und Professor an der Karlsruher Kunstakademie
- Ludwig Turban der Jüngere (1857–1930), Amtsvorstand in Baden

#### U–Z
- Hermann Veit (1897–1973), Jurist und Politiker
- Hermann Volz (1847–1941), Bildhauer
- Arthur von Brauer (1845–1926), Politiker und Jurist
- Berthold von Freydorf (1820–1878), General
- Karl Wilhelm Eugen von Freydorf (1781–1854), Offizier und Kriegsminister
- Rudolf von Freydorf (1819–1882), Politiker
- Edgar von Gierke (1877–1945), Pathologe
- Egon von Neindorff (1923–2004), Reitmeister
- Joseph Victor von Scheffel (1826–1886), Dichter
- Friedrich von Weech (1837–1905), Geheimrat und Archivar
- Karl Weltzien (1813–1870), Chemiker
- Karl Wolf (1912–1975), Sportler
- Ernst Würtenberger (1868–1934), Kunstmaler
- Wolfgang Zeidler (1924–1987), Richter und Präsident am Bundesverfassungsgericht

### Ehrengräber
Auf dem Gelände des Hauptfriedhofs befinden sich zudem die Ehrengräber der beiden in Karlsruhe tätigen Rechtsanwälte Ludwig Marum (1882–1934) und Reinhold Frank (1896–1945). Beide Männer wurden als Gegner Opfer des Naziregimes im dritten Reich und wurden jeweils mit einem eigenen Gedenkstein geehrt.

## Bilder

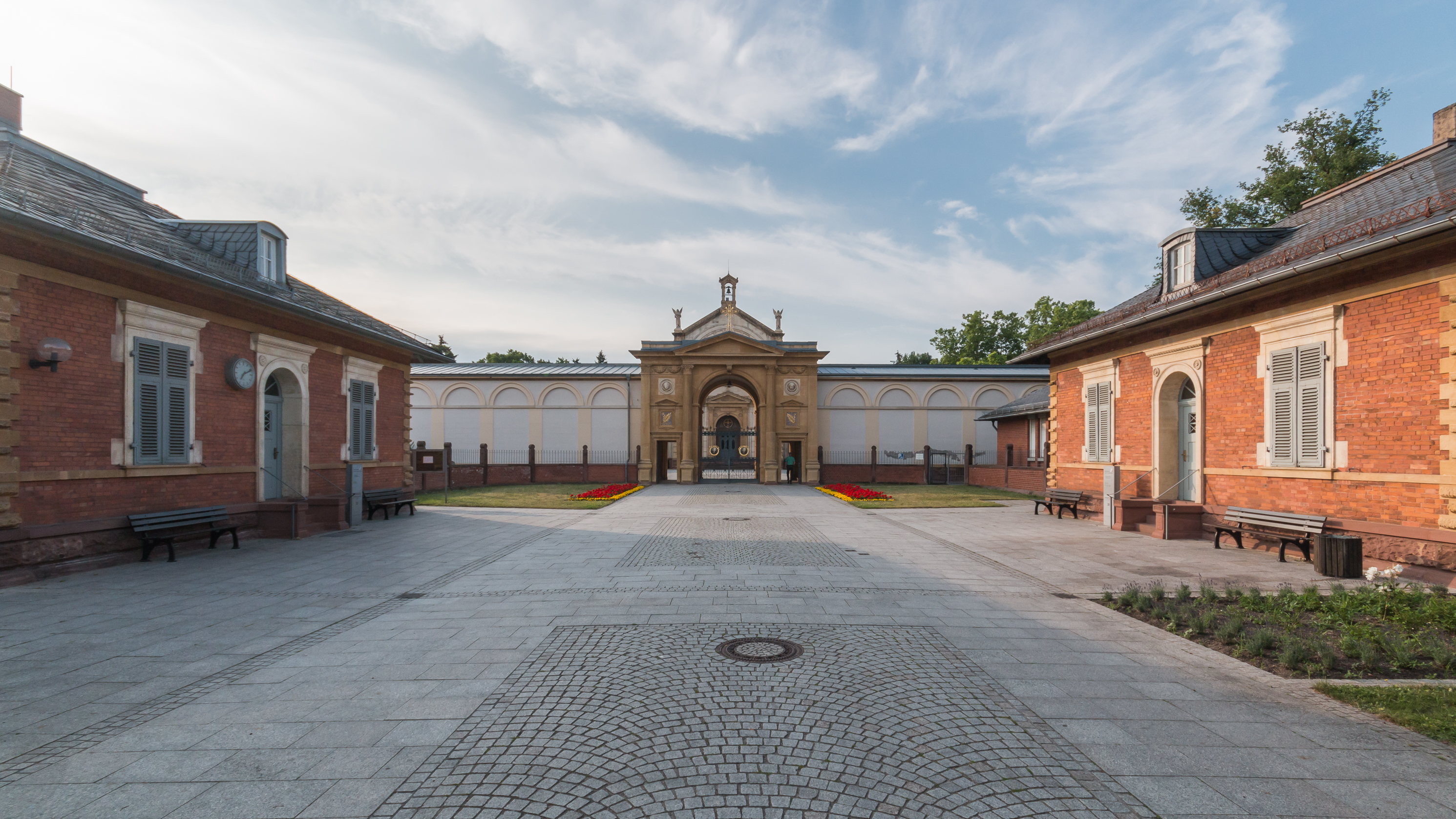
Eingangssituation
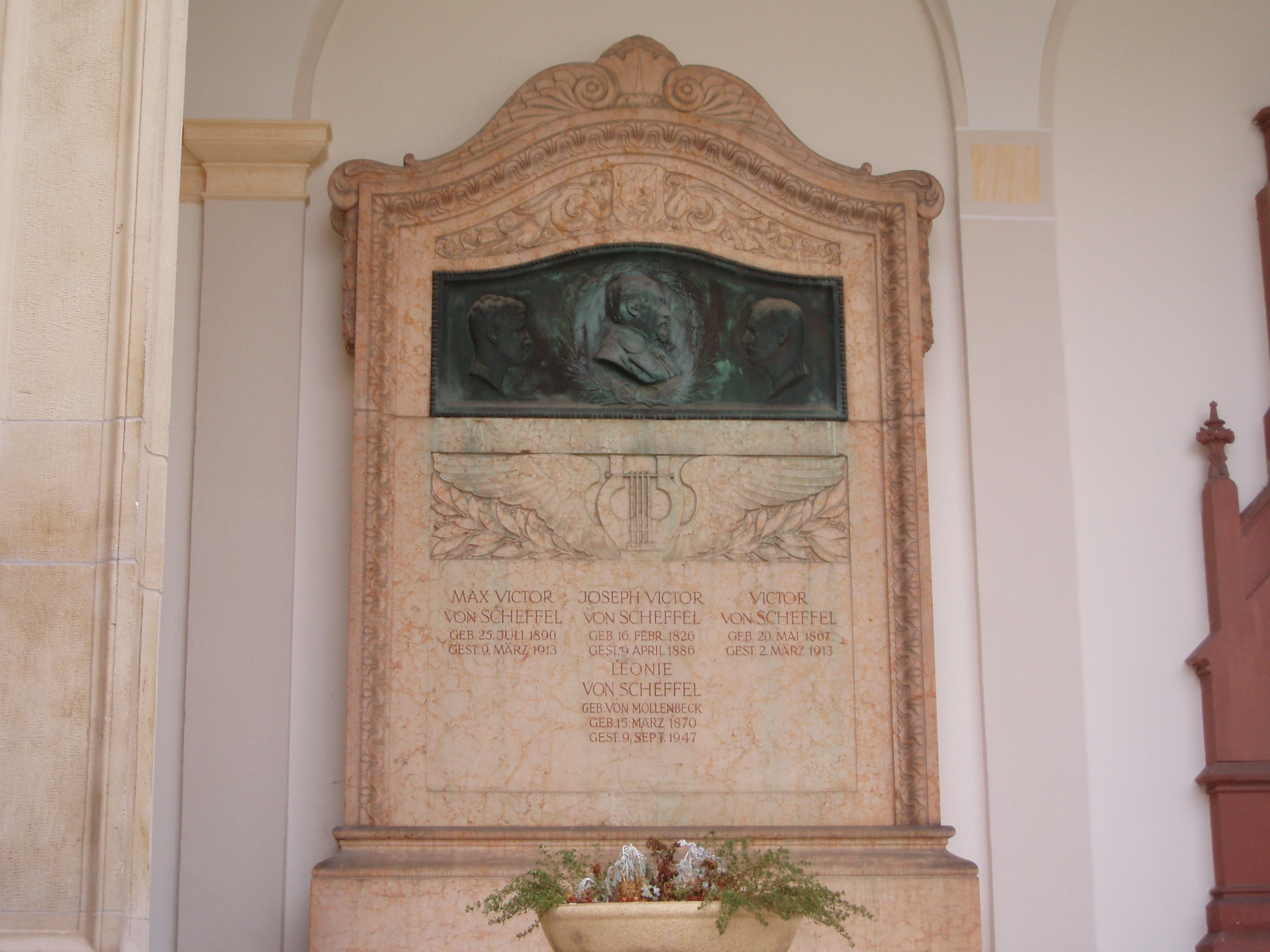
Gedenkstein der Familie Scheffel
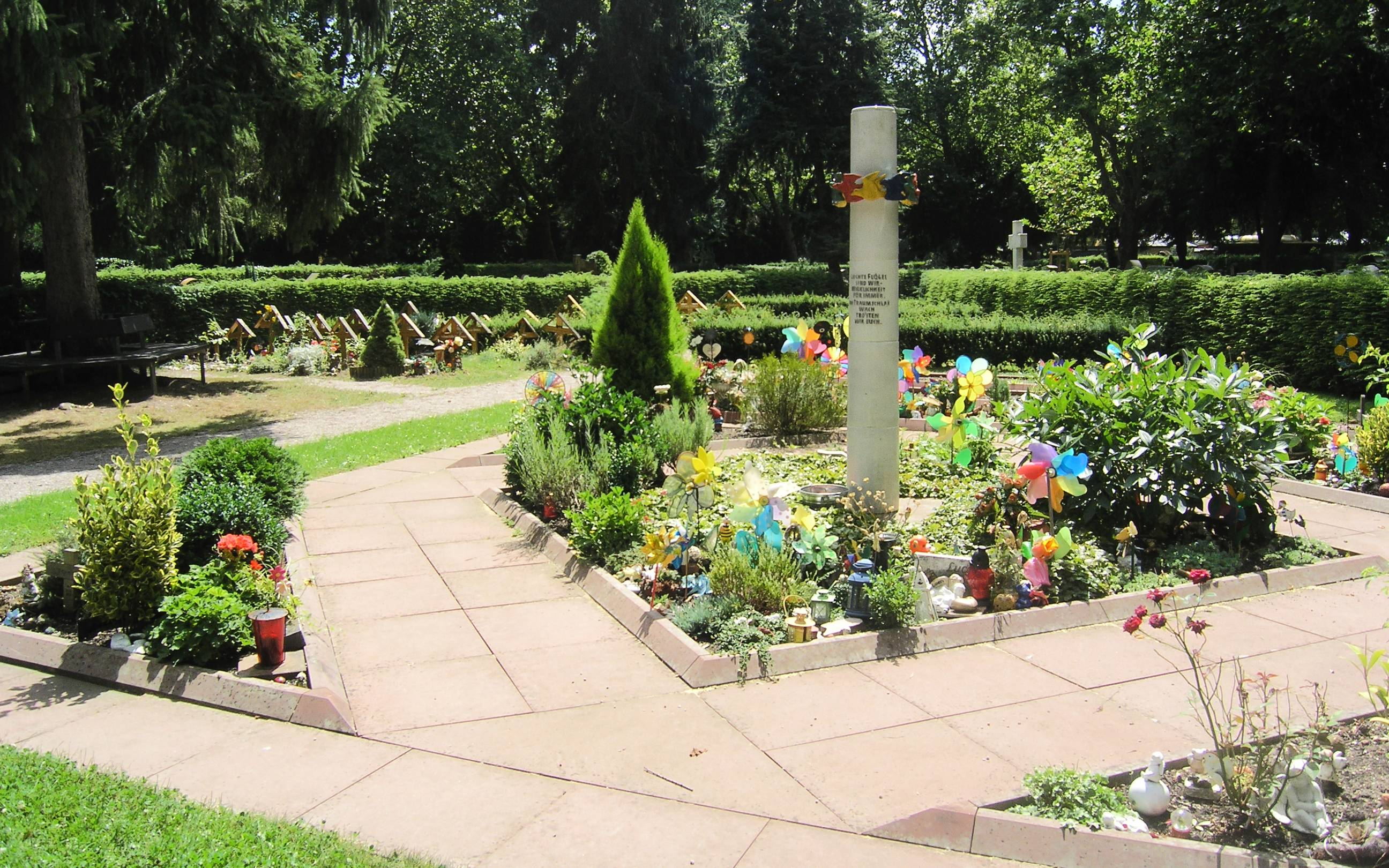
Kleinstkindergrab
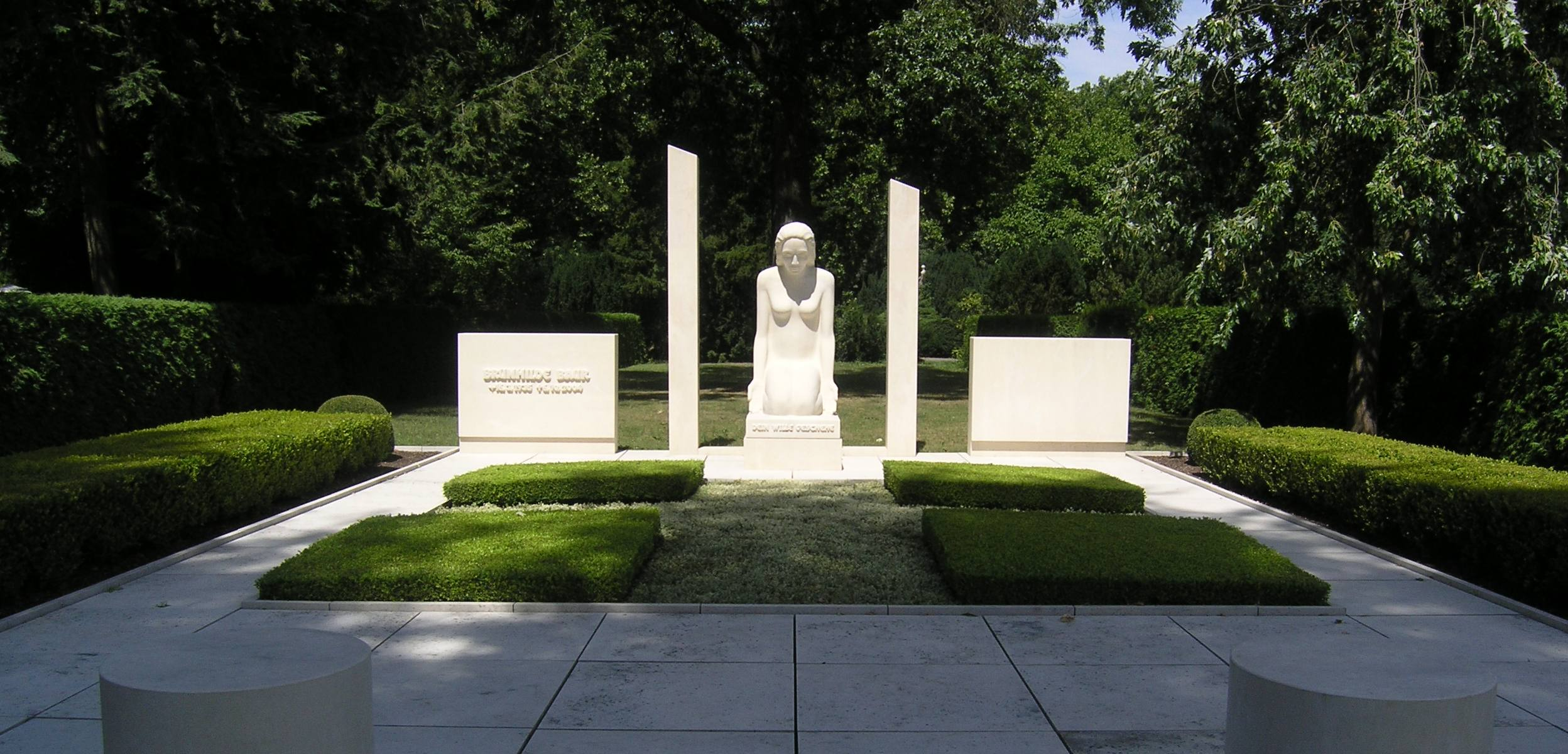
Grab von Brunhilde Baur
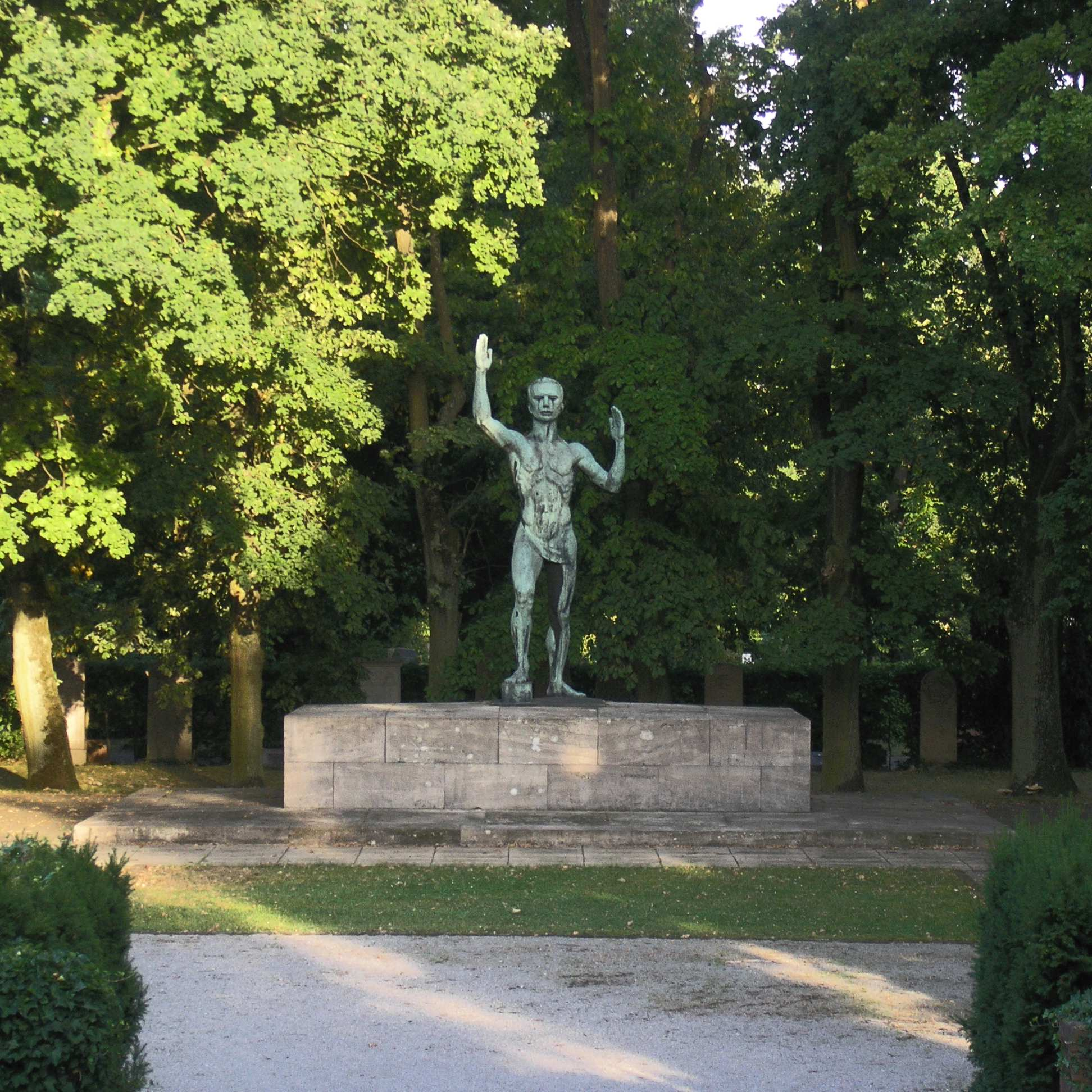
Denkmal für die Gefallenen im Ersten Weltkrieg
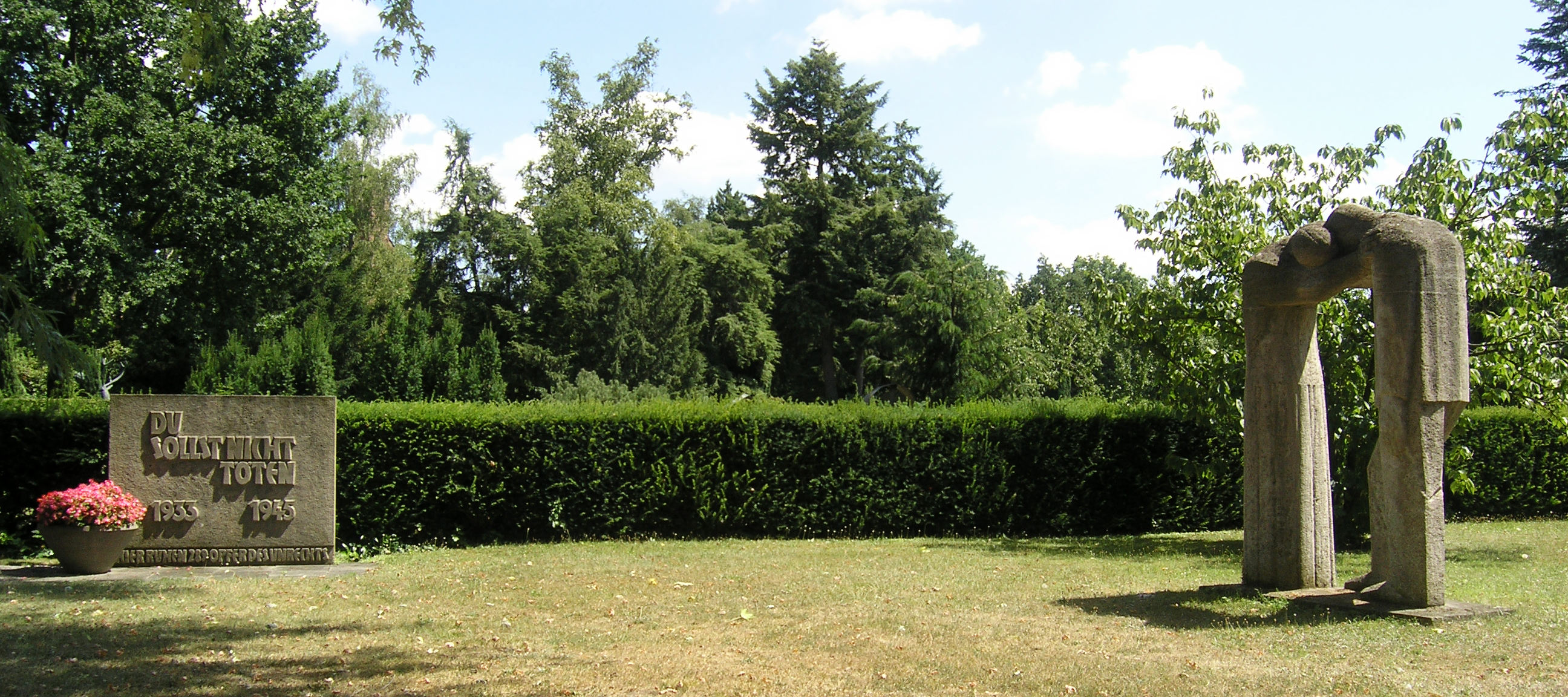
Denkmal für die Opfer der nationalsozialistischen „Euthanasie“